# Armando Minguzzi
Armando Minguzzi (Imola, 1884 – Bologna, 22 giugno 1940) è stato uno scultore e intagliatore italiano.

## Biografia

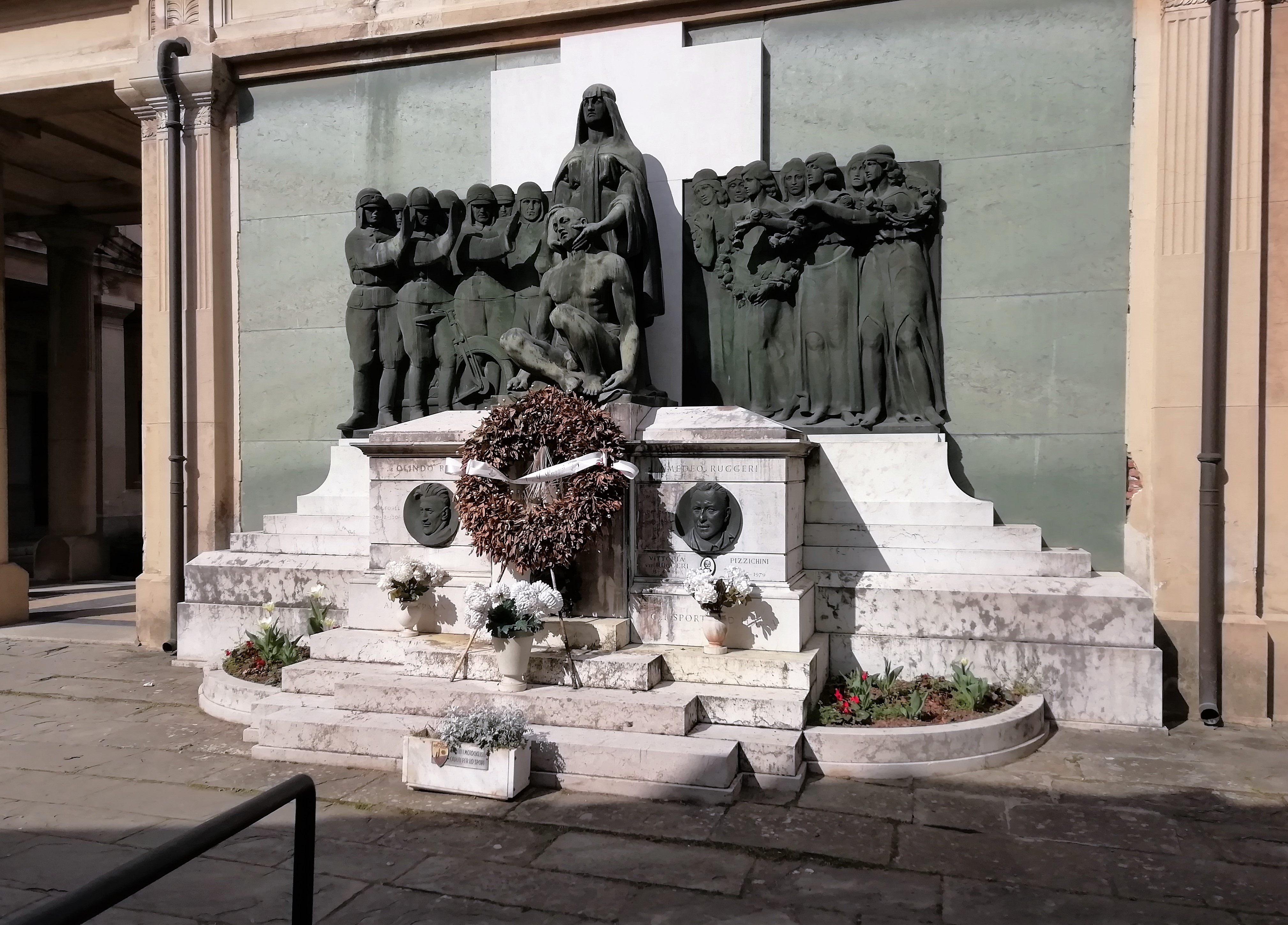
Il monumento Raggi Ruggeri, dedicato ai motociclisti Olindo Raggi (1896-1926) e Amedeo Ruggeri (1889-1932), è posto all'Ingresso Nuovo della Certosa.

Figlio di un mugnaio imolese, Armando Minguzzi nacque nel 1884. 
Trasferitosi a Bologna, frequentò i corsi di intaglio presso la scuola d'arte, successivamente si iscrisse ai corsi regolari di scultura presso l'Accademia di Belle Arti di Bologna. 
Nel primo dopoguerra si dedicò con passione a costruire protesi in legno per i soldati mutilati presso l'Istituto Ortopedico Rizzoli, con la consapevolezza di fare qualcosa di veramente utile per il prossimo assecondando così la sua indole altruista. 
Finita questa esperienza lavorativa entrò come aiuto nello studio dello scultore Pasquale Rizzoli.
Come scultore ha al suo attivo una notevole produzione di monumenti sepolcrali, ad esempio nella Certosa di Bologna, e dopo la prima guerra mondiale anche di monumenti celebrativi della Vittoria e a ricordo dei Caduti.
Le sue opere si trovano sia in Italia che all'estero.
Il professore Armando Minguzzi è stato, oltreché un valente scultore, anche un intagliatore in legno. 
Questa sua attività, non marginale, è testimoniata da oltre 170 fotografie di mobili realizzati in stile rinascimentale nel suo laboratorio "Vétera Nova" di via Valdonica, 4 a Bologna. Questa attività lo portò al fallimento gettandolo in uno sconforto che sfociò in un tentativo di suicidio, sventato dal figlio Luciano che aveva sempre dissuaso dal seguire le sue orme.
Armando Minguzzi morì a Bologna il 22 giugno 1940 all'età di 56 anni. È sepolto nella tomba di famiglia al cimitero del Piratello di Imola.

### Vita privata
Era sposato con Violante Fiorini da cui ebbe il figlio Luciano, nato il 24 maggio 1911, che seguì le orme del padre con maggior successo.

## Opere

### Monumenti funebri nella Certosa di Bologna
- Vegetti
- Viscardi
- Degli Esposti
- Olindo Raggi e Amedeo Ruggeri
- Gambini
- Cristo e due angeli, rilievo in bronzo nella cappella Melloni, Campo Ospedali
- Zanetti - bassorilievo

### Monumenti ai Caduti
- 1924 Castello d'Argile
- 1928 Tossignano

## Galleria d'immagini

Monumenti di Armando Minghuzzi
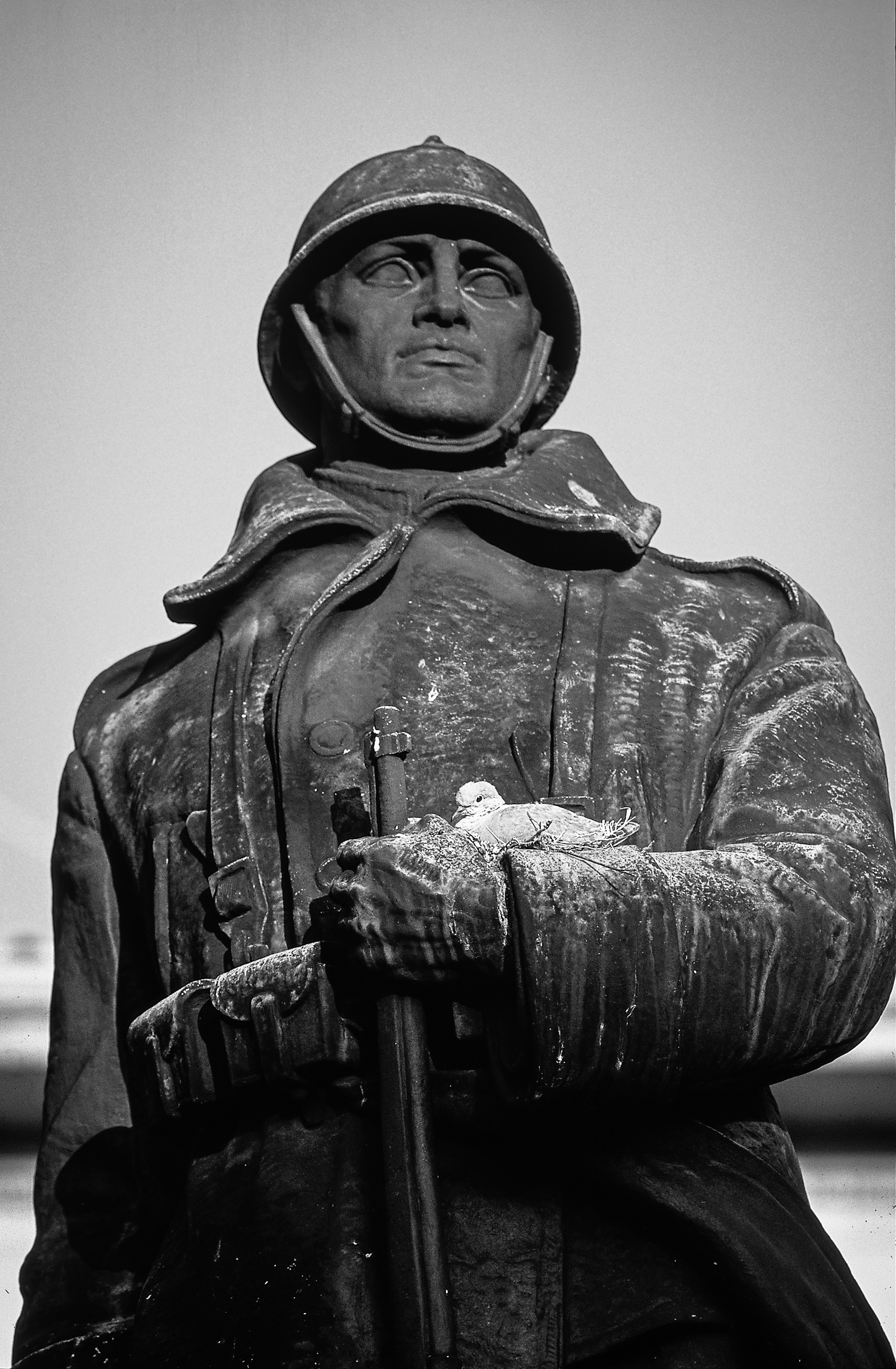
Particolare del monumento ai caduti di Castello d'Argile.
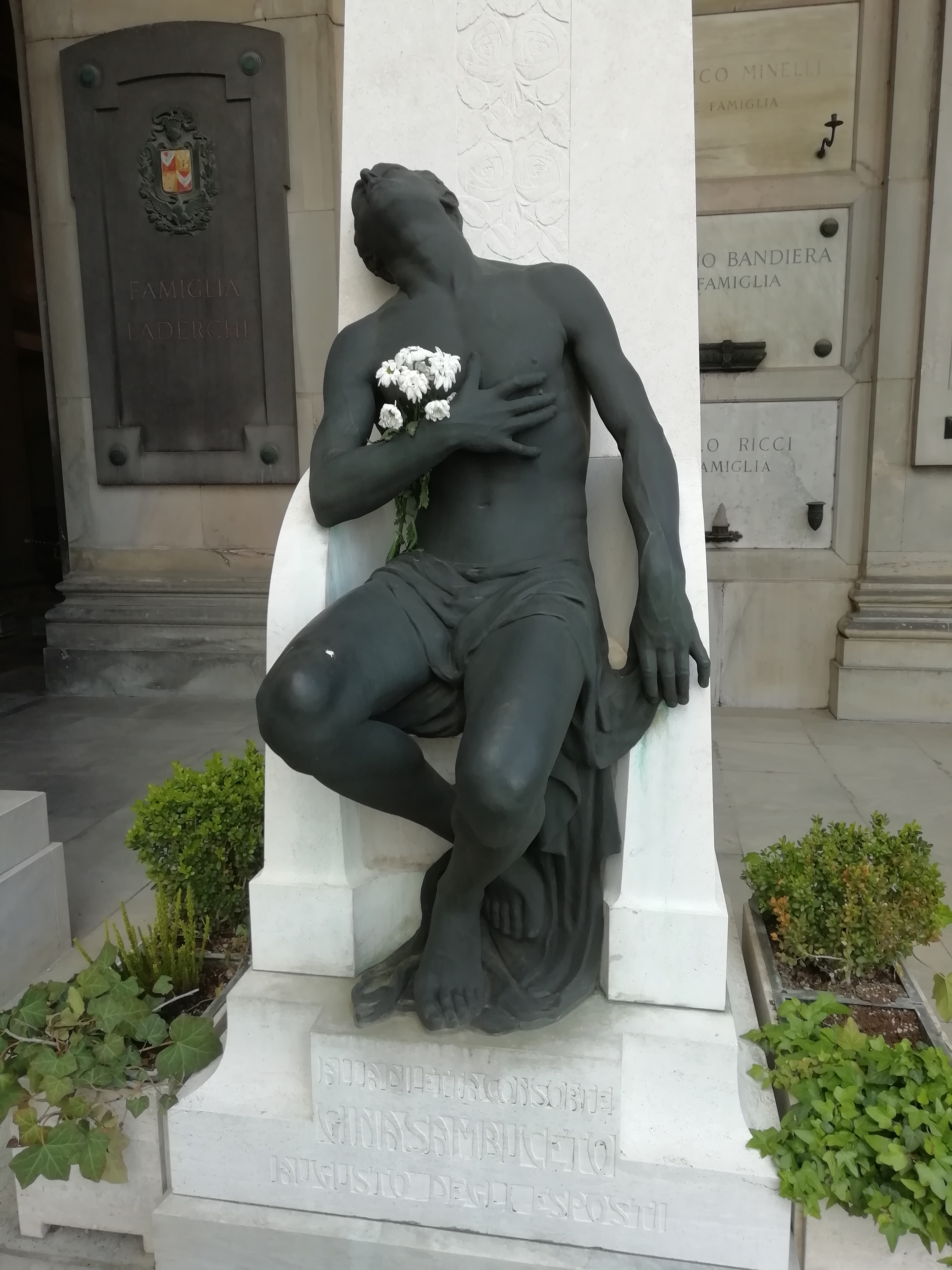
Monumento Degli Esposti nella Certosa di Bologna.
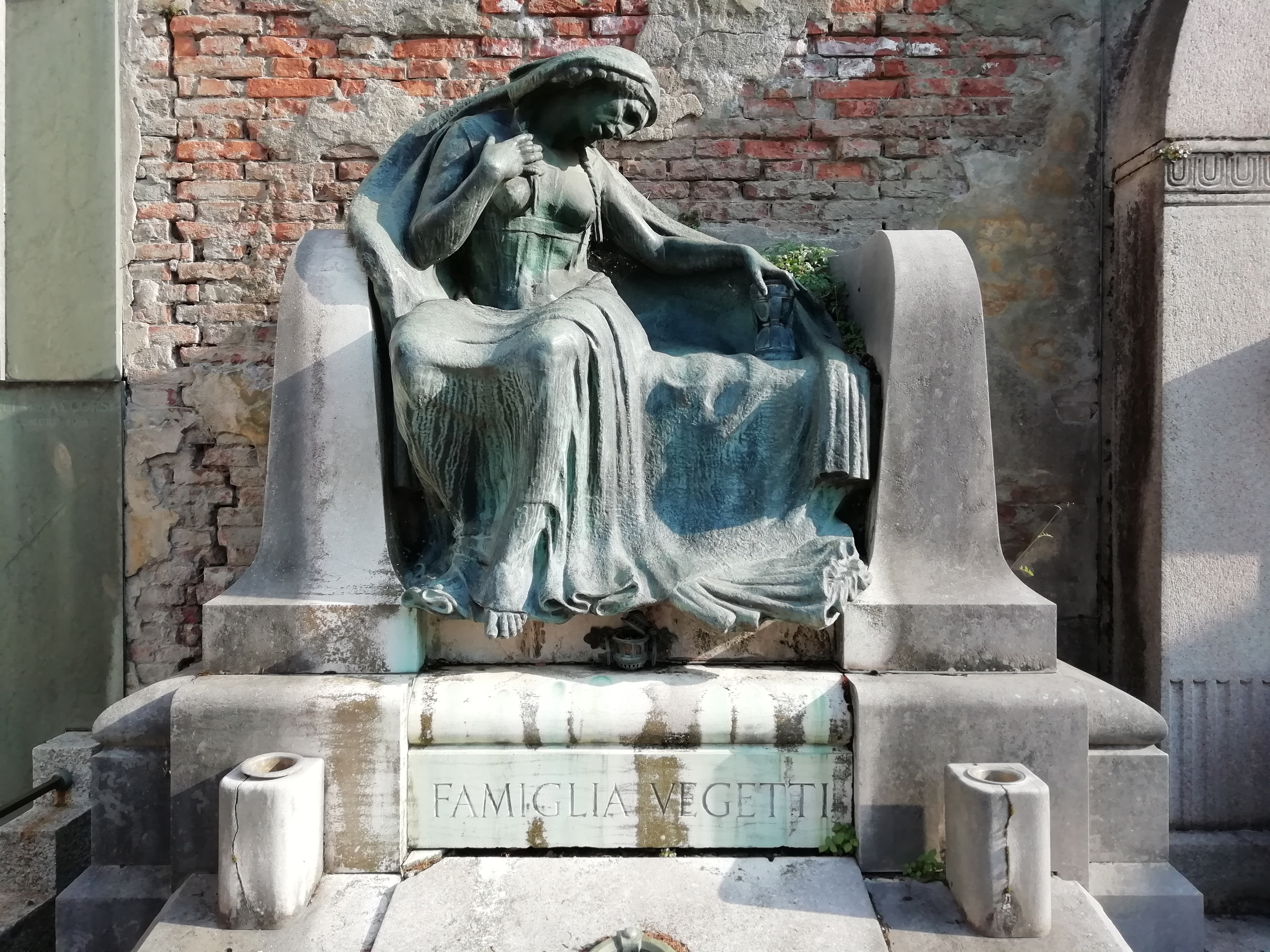
Monumento Vegetti nella Certosa di Bologna.
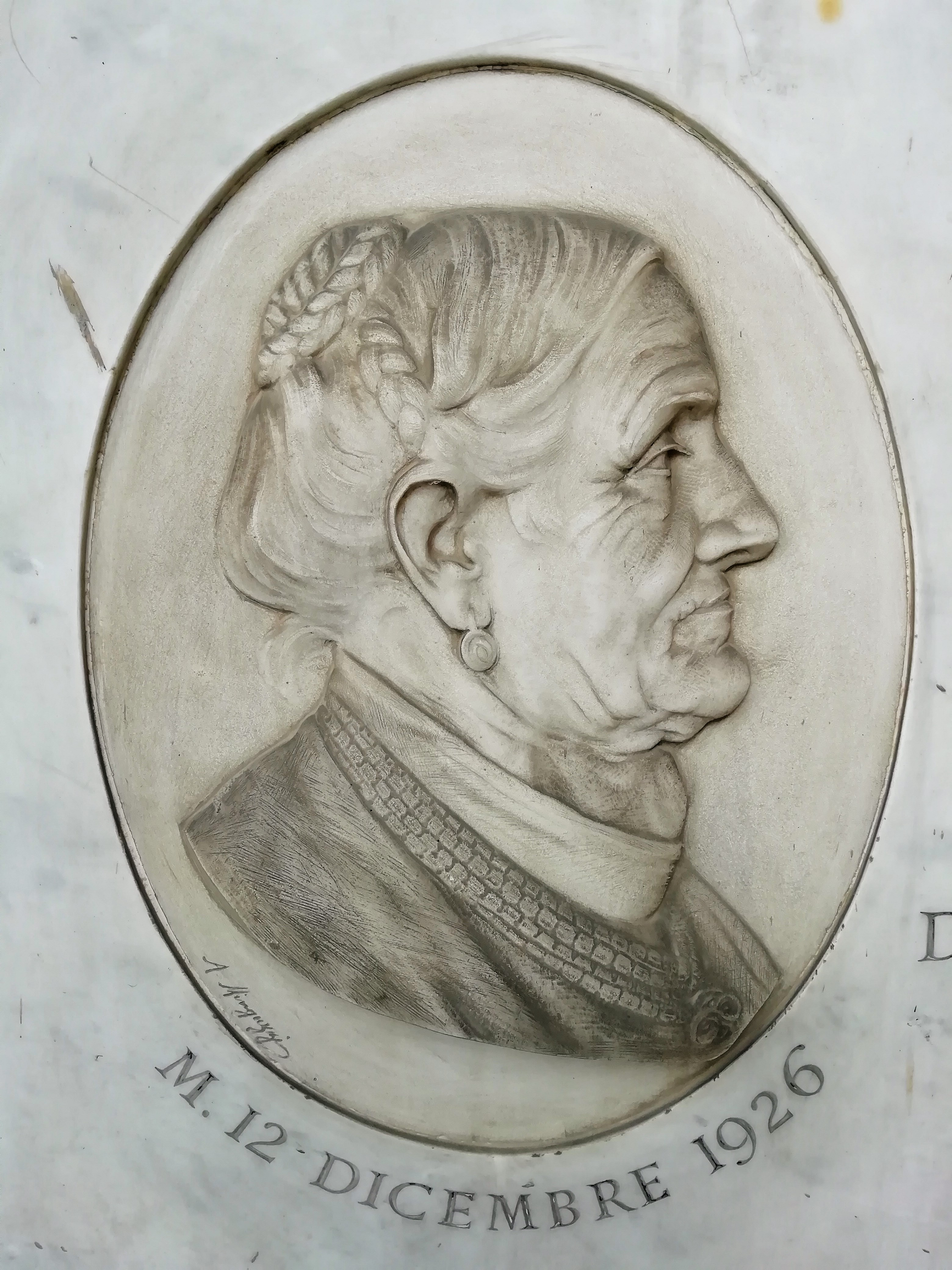
Bassorilievo di Angela Zanetti nella Certosa di Bologna.
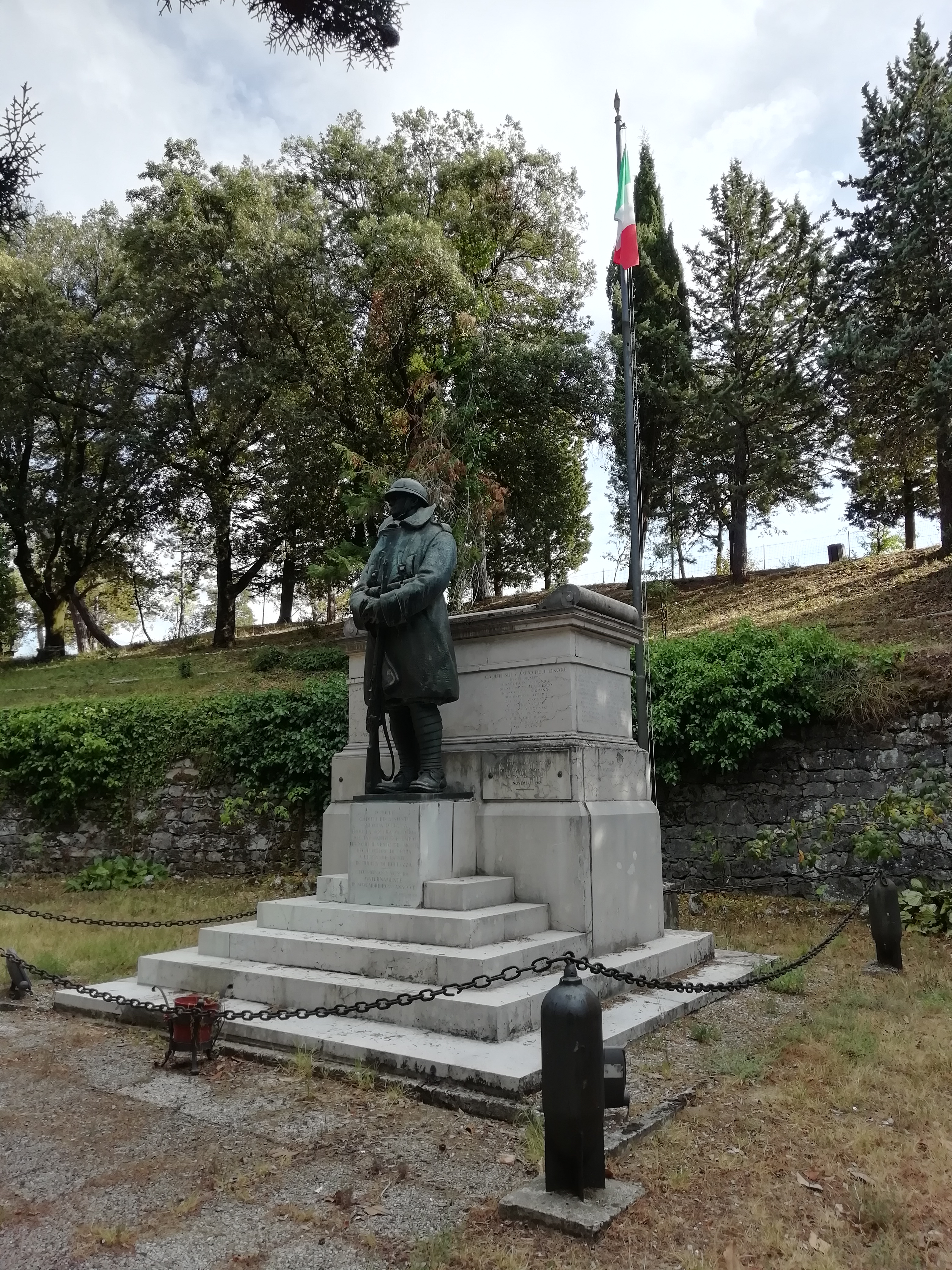
Monumento ai caduti di Tossignano.